# 出札
出札（しゅっさつ）とは、鉄道・路線バス・旅客船などの乗船券・乗車券類（切符）の発売を行うことである。窓口（出札口）において係員が対面発売する方式や機械（自動券売機）による自動発売などがある。
鉄道が始まった当初は出札係が窓口で切符の販売を行っていたが、効率化のため自動券売機が登場し、さらに運賃収受そのものが電子的手段に取って代わられつつある。